# Turania androssowii
Turania androssowii är en amarantväxtart som först beskrevs av Dmitrij Litvinov, och fick sitt nu gällande namn av Akhani. Turania androssowii ingår i släktet Turania och familjen amarantväxter. Inga underarter finns listade i Catalogue of Life.